# Большое Григорово (Кольчугинский район)
Большое Григорово — деревня в Кольчугинском районе Владимирской области России, входит в состав Раздольевского сельского поселения.

## География
Деревня расположена в 9 км на юго-восток от центра поселения посёлка Раздолье и в 15 км на юго-восток от райцентра города Кольчугино.

## История
В конце XIX — начале XX века деревня входила в состав Дубковской волости Покровского уезда, с 1925 года — в составе Кольчугинской волости Александровского уезда. В 1859 году в деревне числилось 28 дворов, в 1905 году — 12 дворов, в 1926 году — 21 дворов.
С 1929 года деревня входила в состав Олисавинского сельсовета Кольчугинского района, с 1954 года — в составе Дубковского сельсовета, с 1962 года — в составе Ельцинского сельсовета, с 2005 года — в составе Раздольевского сельского поселения.

## Население
| 1859 | 1905 | 1926 |
| ---- | ---- | ---- |
| 166  | 57   | 116  |

| 1859 | 1905 | 1926 | 2002 | 2010 | 2021 |
| ---- | ---- | ---- | ---- | ---- | ---- |
| 166  | ↘57  | ↗116 | ↘10  | ↘4   | ↗14  |